# The Last of the Line
The Last of the Line er en amerikansk stumfilm fra 1914 af Thomas H. Ince og Jay Hunt.

## Medvirkende
- Joe Goodboy som Gray Otter.
- Sessue Hayakawa som Tiah.
- Tsuru Aoki.
- Stanely Bigham.
- Gladys Brockwell.